# Scomberomorus queenslandicus
Thazard du Queensland
Pour les articles homonymes, voir Scomberomorus et Thazard.
Espèce
Statut de conservation UICN

 LC  : Préoccupation mineure
Scomberomorus queenslandicus, communément appelé en français par la FAO Thazard du Queensland, est un poisson de mer de la famille des Scombridae.

## Répartition
Scomberomorus queenslandicus se rencontre dans les eaux entre le sud Papouasie-Nouvelle-Guinée et le nord de l'Australie, plus précisément du sud de Shark Bay à Onslow sur la côte ouest et au sud de Sydney sur la côte est. Cette espèce vit jusqu'à 100 m de profondeur.

## Description
La taille maximale connue pour Scomberomorus queenslandicus est de 100 cm et un poids maximal de 12,2 kg et sa taille habituelle est d'environ 80 cm. Son espérance peut aller jusqu'à 10 ans.